# Кухня Гвинеи-Бисау
Кухня Гвинеи-Бисау отчасти определяется географией, историей и экономикой этой страны. Так, основой питания жителей побережья является рис, а в удаленных от Атлантического океана регионах — пшено. Большая часть риса импортируется, и отсутствие продовольственной безопасности является серьезной проблемой. В то же время в Гвинее-Бисау выращиваются кешью, арахис, кокосы и оливки, некоторые из этих культур идут и на экспорт.

## Распространенные блюда
Злаковые обычно употребляются вместе с молоком, творогом, овощами, фруктами, рыбой и моллюсками. Рыба при этом может быть сушеной. Типичное блюдо — густая каша фуфу, распространен местный вариант кускуса из пшена. Бобовые и пальмовое масло также присутствуют в рационе.
Повсеместно распространены супы и тушеные блюда. Их ингредиентами могут быть картофель, ямс, маниок, помидоры, лук и различные специи.
Популярным напитком является зеленый чай. Из алкоголя — пальмовое вино и ром.